# Ordres principaux du jaïnisme
Les deux ordres principaux du jaïnisme trouvent leur origine dans des événements qui se sont produits environ 400 ans avant notre ère, deux siècles après la mort de Mahâvîra, le dernier Maître éveillé. Le terme de schisme est utilisé. À cette époque, Bhadrabahu, le chef spirituel des moines jaïns, avait prévu une période de famine de douze années et, afin de l'éviter, il avait conduit tous ceux qui avaient accepté de le suivre, aussi bien ascètes que laïcs, dans l'Inde du Sud. Après que la famine eut disparu, Bhadrabahu retourna au nord et constata que, durant son absence, la vie monastique s'était corrompue. Les moines portaient de longues robes blanches au lieu d'aller « habillés de ciel », ou « d'espace », c'est-à-dire nus comme prescrit par Mahâvîra. La pratique de la nudité était, et est toujours actuellement, un refus d'accéder au désir de confort du corps, et surtout une marque de détachement absolu du monde. Cette nudité complète est suivie seulement par les moines jaïns digambara, jamais par les moines jaïns shvetambara, ni par les nonnes, ni par les laïcs.
Bhadrabahu s'opposa avec force à la faiblesse qui avait conduit les moines à porter des habits. Les moines qui continuèrent à porter des robes blanches prirent le nom de Shvetâmbara (« vêtus de blanc »), tandis que ceux qui continuèrent à ne rien porter se nommèrent Digambara (« vêtus de ciel » ou « vêtus d'espace »). Les deux groupes ascétiques sont demeurés séparés à ce jour. Toutefois, du point de vue de l'essence même du jaïnisme, ces différences sont minimes. Le principal facteur de désaccord, analogue dans les deux sectes, concerne l'attitude envers les statues installées dans les temples : les courants traditionnels les vénèrent et leur portent des offrandes, tandis que d'autres courants s'y refusent absolument.
On distingue actuellement des branches tant chez les Shvetambara que chez les Digambara.
À noter, chez les Shvetambara :
1) les Murtipujaka qui vénèrent les statues des Tirthankara en leur offrant des fleurs, des fruits, du safran, et en les ornant de vêtements et de bijoux ; 
2) les Sthanakavasi qui ne pratiquent pas la vénération des statues et qui n'exercent pas leurs activités religieuses dans des temples mais dans des halls de prières (sthanaka). De plus, leurs ascètes recouvrent leur bouche d'un bandeau de tissu. Enfin, ils ne reconnaissent comme valables que certains livres sacrés des Murtipujaka
3) les Terapanthi qui n'admettent l'existence que d'un seul ācārya  (Maître spirituel) pour toute leur communauté et ne vénèrent pas non plus les statues. Leurs ascètes portent aussi un bandeau devant la bouche et pratiquent des pénitences sévères.
À noter, chez les Digambara :
1) les Bisapanthi qui reconnaissent l'existence de chefs religieux, connus sous le nom de Bhattaraka, revêtus de robes et de turbans orange, et qui dirigent des monastères d'ascètes. Les Bisapanthi vénèrent les statues des Tirthankara comme les Murtipujaka et y ajoutent l' Ārtīou āratī (l'agitation devant elles de lampes allumées semblables à celles des Hindous) :
2)les Terapanthi qui rejettent l'autorité des Bhattaraka mais qui, à la différence de leurs
semblables Shvetambara, admettent le pratique de la nudité par leurs moines.

Les Yapaniya étaient un ordre jaïn dans l'ouest du Karnataka, maintenant éteint. La première inscription qui les mentionne date de Mrigesavarman (475-490 apr. J.-C.), un roi Kadamba de Palasika, qui fit un don pour un temple jaïn et accorda une subvention aux l'ordres des Yapaniyas, Nirgranthas (identifiables comme Digambaras) et aux Kurchakas,. La dernière inscription mentionnant les Yapaniyas a été trouvée dans la région de Tuluva, au sud-ouest du Karnataka, datée de l'an Shaka 1316 (1394 apr. J.-C.). Les Yapaniyas ont connu leur apogée au deuxième siècle apr. J.-C. et ont décliné après leur migration vers le Deccan, se fusionnant avec les Digambaras ou les Shvetambaras.
Les Yapaniyas vénéraient des images nues des Tirthankaras dans leurs temples et leurs moines étaient nus, ce qui les rapproche de la secte digambara. De plus, les Yapaniyas croyaient que les femmes pouvaient atteindre le nirvana, une croyance partagée par les Shvetambaras. Selon le moine Shrutsagarsuri, les Yapaniyas croyaient également que les adeptes d'autres doctrines pouvaient atteindre le nirvana. Selon Palyakirti Shaktayan, les moines Yapaniyas étaient autorisés à porter des couvertures et des draps pour se protéger du froid et portaient des vêtements pour se protéger eux-mêmes et les autres des infections et des maladies. Cela pourrait indiquer que les Yapaniyas étaient une secte créée par des personnes rejetées à la fois par les Digambaras et les Shvetambaras.